# Elizabeth Savala
Elizabeth Savala Casquel (São Paulo, 23 de novembro de 1954) é uma atriz brasileira. Conhecida por interpretar papéis ecléticos de uma grande variedade de gêneros televisivos, ela é reconhecida como uma das atrizes mais prolíficas das décadas de 1980 e 1990 no Brasil. Ao longo de sua carreira de mais de quatro décadas, Savala recebeu vários prêmios, incluindo dois Prêmios APCA, um Troféu Imprensa, e um Prêmio Extra, além ter recebido indicações para quatro Prêmios Qualidade Brasil.
Nascida e criada em São Paulo, Savala estudou na renomada Escola de Arte Dramática da USP, onde decidiu seguir atuando. Iniciou sua carreira profissional atuando em peças de teatro populares, onde ela pensava em se estabelecer sem atuar frente às telas. Mas, enquanto ainda estudava, foi convidada a realizar testes para a televisão e chamou atenção por seu talento. Estreou em 1974 no teleatro A Casa Fechada (1974), na TV Cultura. No ano seguinte despontou como a jovem rebelde Malvina em Gabriela, na TV Globo. Desde então passou a protagonizar diversas outras produções, alcançando o sucesso como a taxista Lili em O Astro (1977), pela qual ganhou uma enorme popularidade.
Ao longo de sua extensa carreira na televisão, interpretou vários tipos de personagens, de mocinhas românticas e contemporâneas, a vilãs elegantes e sedutoras. Elizabeth também é presença constante nas tramas do novelista Walcyr Carrasco, de quem é amiga. Em suas novelas sempre está interpretando personagens de destaque, com o teor cômico. Elizabeth também é empresária. É sócia e diretora na empresa que herdou de seu pai, a Gráfica e Editora Brogotá, que atua na fabricação de bulas e cartuchos para as indústrias farmacêuticas. Durante anos foi vencedora do Prêmio Sindusfarma de Qualidade na categoria de bulas.

## Biografia
De origens espanholas, nascida e criada em uma família de classe média da Capital Paulista, é filha de Francisco Casquel Rufino e Isabel Savala Casquel, ambos nascidos em Jaú, no interior de São Paulo, que foram viver na capital em busca de uma vida melhor. Os avós maternos e paternos de Elizabeth eram espanhóis, seu avô paterno era irmão de sua avó materna, ou seja seu pai era primo legítimo de sua mãe, era comum o casamento entre primos no meio das famílias espanholas no Brasil, como uma maneira de preservar a origem familiar. Na verdade, seu sobrenome materno é originalmente grafado Zabala, e o sobrenome paterno, Casquet, sendo comum quando imigrantes entram no Brasil terem seus sobrenomes modificados e aportuguesados.
Elizabeth Savala estava terminando seu curso colegial, no Liceu Eduardo Prado, quando sua amiga, a atriz Lourdes de Moraes, a indicou para a Escola de Arte Dramática de São Paulo. Seu antigo desejo de infância em tornar-se atriz começou a falar mais alto, embora seu pai quisesse outra profissão para a filha, Elizabeth ingressou em seu curso de teatro, e após formar-se, começou a atuar em peças populares de teatro, realizando cursos de especialização em cinema, artes cênicas, interpretação e dramaturgia.[carece de fontes?]

## Vida pessoal
Casou-se em 1973 com seu noivo, e também primeiro namorado, com quem estava junto desde 1970, o ator Marcelo Picchi. Deste casamento, que durou onze anos, a atriz teve seus quatro filhos: Thiago Picchi, Diogo, e os gêmeos idênticos Cyro e Tadeu, todos nascidos de parto normal, em São Paulo. Seus dois filhos mais velhos também são atores. Após divorciar-se em 1986, por constantes divergências conjugais, manteve outros relacionamentos casuais, e em 1985 conheceu o arquiteto e produtor teatral Camilo Átila, filho do pintor e gravador húngaro, radicado em Portugal, Attila Mendly de Vétyemy, com quem iniciou um relacionamento sério. Foram viver juntos em 1986, e em 2011 oficializaram a união conjugal em uma cerimônia civil, e a cerimônia religiosa foi realizada na Igreja Messiânica. O casal está junto até hoje, formando um dos casamentos mais sólidos do meio artístico.
Desde 1974 é adepta da Igreja Messiânica Mundial, revelando em entrevistas que toda sua vida mudou para melhor após começar a praticar o johrei nas pessoas. Também contou que seu primeiro contato com a religião se deu aos doze anos de idade, quando havia adoecido com toxoplasmose, curando-se ao receber o johrei, um passe mediúnico de imposição de mãos, praticado pelos seguidores da Igreja Messiânica.

## Carreira

### Televisão

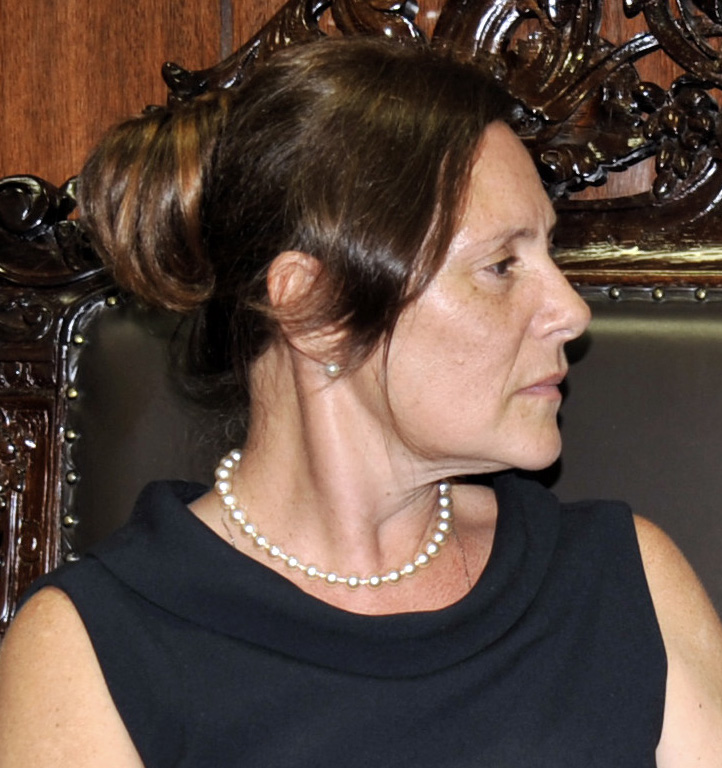
Atriz Elizabeth Savala no Senado Federal do Brasil.

Sua primeira aparição na televisão aconteceu em 1974 com "A casa fechada", de Roberto Gomes, um teleteatro da TV Cultura, dirigido por Antunes Filho. O ator e diretor Antônio Abujamra a indicou para o Cassiano Gabus Mendes, que queria um rosto novo para protagonizar outro programa da emissora. Em 1975, antes de completar 21 anos, é chamada para fazer aquele que é considerado o seu mais importante papel: Malvina, da novela Gabriela, de Walter George Durst, baseada no romance Gabriela, Cravo e Canela, de Jorge Amado, com direção de Walter Avancini. Este papel lhe rendeu o prêmio de melhor revelação da televisão brasileira de 1975 da APCA, além do Troféu Imprensa de personalidade feminina. Durante divulgação da novela  em Portugal foi recepcionada no aeroporto pelo primeiro-ministro português na época, Mário Soares.
Logo após Gabriela, participou de O Grito, novela de Jorge Andrade. Fez outras personagens marcantes, como a doce irmã Angélica de Estúpido Cupido, novela de Mário Prata, a desbocada Lili de O Astro e a sofrida Carina Limeira Brandão de Pai Herói, ambas escritas por Janete Clair. O sucesso de O Astro tumultuou a vida da atriz, que conta: "A mãe do Marcelo (Picchi, ex-marido) faleceu quando eu fazia O Astro. No enterro, os fãs destruíram o cemitério. Tive que sair correndo."
Interpreta também, a farsante Marcela de Plumas e Paetês, de Cassiano Gabus Mendes, a doce Sônia de O Homem Proibido, trama de Teixeira Filho inspirada em obra homônima de Nelson Rodrigues, a sedutora Bruna, sua primeira vilã, protagonista de Pão Pão, Beijo Beijo, de Walter Negrão, e viveu outra "mocinha" sofredora com a Isadora de Partido Alto, novela de estreia da dupla Aguinaldo Silva e Glória Perez. Logo após participou em De Quina Pra Lua, de Alcides Nogueira, como a manicure Mariazinha e interpretou Renata em Hipertensão, de Ivani Ribeiro.
Após alguns anos afastada da televisão, volta como protagonista da minissérie Meu Marido em 1991 e participa em Sex Appeal no papel de Margarida. Em 1993 participou em um episódio do programa Você Decide. Retorna às novelas, transitando entre o cômico e o dramático, com a vingativa Auxiliadora de Quatro por Quatro, de Carlos Lombardi, entre 1994 e 1995. Logo após, em 1996, interpreta Maria Luísa em Quem É Você?, novela de Ivani Ribeiro.
Após mais um longo período afastada das telenovelas, interpretou em 2001 a fogosa e glutona beata Imaculada de Avelar, de A Padroeira, seu primeiro trabalho com o autor Walcyr Carrasco. Com essa hilária performance ela desperta o interesse do público infantil, chega até a ser homenageada, no dia das mães, pelo programa Gente Inocente, apresentado por Márcio Garcia. Em 2003, interpretou a vilã cômica Jezebel, em Chocolate com Pimenta. Em 2005, participou de Alma Gêmea, onde interpretou a cética Agnes. Em 2007, interpretou a vaidosa Rebeca de Sete Pecados. Em 2009, interpretou a divertida cozinheira Socorro de Caras & Bocas. Seu quinto trabalho consecutivo com o autor Walcyr Carrasco.
Em 2011, interpretou a vilã cômica Minerva de Morde & Assopra. Seu sexto trabalho consecutivo com o autor Walcyr Carrasco. Em 2013, após quase 40 anos de carreira na TV, retorna ao horário nobre com mais uma personagem cômica, a vendedora de cachorros-quentes e ex-chacrete Márcia em Amor à Vida, seu sétimo trabalho consecutivo com Walcyr Carrasco e também o autor que tem mais trabalhado juntos nos últimos 10 anos. Em 2014, fez uma participação especial no Zorra Total interpretando ela mesma. Depois de mais de 10 anos interpretando papéis de destaque nas novelas do Walcyr Carrasco, em Alto Astral, de autoria de Daniel Ortiz, interpretou a divertida Tina.
Voltou as novelas em Janeiro de 2016 em Êta Mundo Bom, interpretando uma vilã cômica: a interesseira caipira Cunegundes, mais uma vez repetindo a parceria com o autor Walcyr Carrasco e o diretor Jorge Fernando. Após 11 anos, a atriz retorna ao horário das 18h, cuja última novela foi Alma Gêmea, em 2005.
Em 2017, integra o elenco principal da novela "Pega Pega" no papel da durona e batalhadora taxista Arlete, que vive o drama de ter abandonado o filho ainda pequeno.
Em 2018, retoma a sua parceira com o dramaturgo Aguinaldo Silva, ao participar da novela "O Sétimo Guardião", na pele da pérfida beata Mirtes, uma mulher  capaz de tudo por poder e influência, mas que usa o fato de ser fervorosa em sua religião, para encobrir sua faceta perversa, sendo a principal vilã do folhetim do horário nobre. Em 2021, voltou as novelas como a cabeleireira Nedda em Quanto Mais Vida, Melhor!, seu último trabalho na emissora no momento.
Em dezembro de 2021 foi demitida depois de 47 anos na TV Globo.

### Teatro
Aos 13 anos, Elizabeth Savala Casquel vê no teatro a peça  A Moreninha, baseada no romance de Joaquim Manuel de Macedo, a obra  desperta sua paixão pela carreira de atriz. Inicialmente, destacou-se no teatro em peças como No Sex... Please, de Marriott & Foot e Pigmaleoa, de Millôr Fernandes. Ficou afastada dos palcos por mais de uma década por causa de seu trabalho na televisão, tendo retornado em 1987 como uma artista mambembe, produzindo peças teatrais. Sua reestreia nos palcos foi com peça Lua Nua, de Leilah Assumpção, produzida por seu marido, Camilo Átila, com a qual rodou o país inteiro depois de longas temporadas no Rio de Janeiro e em São Paulo.
Criou a ESCA (Elizabeth Savala & Camilo Áttila) para adaptar e produzir textos para o teatro.
Seguindo o sucesso de Lua Nua, o casal repetiu o mesmo roteiro de Rio de Janeiro, São Paulo e turné nacional com "Ações ordinárias, de Jerry Sterner com adaptação de Camilo Áttila, que contava com um elenco estelar e com Mimi, Uma Adorável Doidivanas, de Camilo Áttila. Durante oito anos interpretou Vera na comédia É..., de Millôr Fernandes com adaptação conjunta de Camilo Áttila com o próprio autor . Fernanda Montenegro , por quem nutre grande admiração, interpretou o mesmo papel, por quatro anos, em uma montagem teatral, na década de 70 e 80.
Savala exerceu por dois anos a função de Coordenadora de eventos teatrais para a Zona Oeste, do Rio de Janeiro. Esse programa levou diversos espetáculos teatrais para escolas, igrejas, praças e platéias nas favelas Vila Vintém, Vila do Céu e Vila Aliança, nos bairros de Bangu, Campo Grande e Santa Cruz.
Em 2004, comemorou 30 anos de carreira, encenando o monólogo Frizileia – Uma Esposa à Beira de um Ataque de Nervos, de Camilo Áttila, que foi levado a cidades de todo o país onde não havia teatro, em parceria com os governos municipais no projeto "Teatro de graça na praça". Essa data comemorativa marcou a realização de um sonho da atriz, ao se apresentar gratuitamente para públicos que giravam em torno de 6 mil pessoas, formadas por quem normalmente não tem qualquer acesso a teatro em sua cidade. O projeto se estendeu por dois anos e foi sucedido em 2012 por um novo monólogo com apresentações no mesmo formato, visitando novas cidades na mesma situação em todo o país.
Em 2007 deu o nome ao troféu do Festival Nacional de Teatro de Juiz de Fora (Minas Gerais). Em 2010 renovou contrato com a Prefeitura de São Carlos para incentivo as artes cênicas.

## Filmografia

### Televisão
| Ano     | Título                    | Personagem                                                                 | Notas                                                                 |
| ------- | ------------------------- | -------------------------------------------------------------------------- | --------------------------------------------------------------------- |
| 1974    | A Casa Fechada            | Anita                                                                      |                                                                       |
| 1975    | Gabriela                  | Malvina Tavares                                                            |                                                                       |
| 1975    | O Grito                   | Pilar                                                                      |                                                                       |
| 1976–77 | Estúpido Cupido           | Irmã Angélica                                                              |                                                                       |
| 1977–78 | O Astro                   | Lilian Corrêa (Lili)                                                       |                                                                       |
| 1979    | Pai Herói                 | Catarina Limeira Brandão (Carina)                                          |                                                                       |
| 1980–81 | Plumas e Paetês           | Marcela da Silva Aranha / Roseli                                           |                                                                       |
| 1982    | O Homem Proibido          | Sônia Rodrigues                                                            |                                                                       |
| 1983    | Pão-Pão, Beijo-Beijo      | Bruna Giunchetti Malzoni                                                   |                                                                       |
| 1984    | Caso Verdade              | Apresentadora                                                              | Episódio: "Meu Caso"                                                  |
| 1984    | Partido Alto              | Isadora Amoedo Fontes                                                      |                                                                       |
| 1985–86 | De Quina pra Lua          | Maria Moreno Cagliosto (Mariazinha)                                        |                                                                       |
| 1986–87 | Hipertensão               | Renata                                                                     |                                                                       |
| 1991    | Meu Marido                | Maria Zanata                                                               |                                                                       |
| 1993    | Sex Appeal                | Margarida Sousa Borges                                                     |                                                                       |
| 1993    | Você Decide               | Maria                                                                      | Episódio: "Ser ou Não Ser"                                            |
| 1994–95 | Quatro por Quatro         | Auxiliadora Alvarado Fontes / Condessa Carmem Almodóvar / Maria do Socorro |                                                                       |
| 1996    | Quem É Você?              | Maria Luísa Maldonado Marcondes Aguiar                                     |                                                                       |
| 1997    | A Justiceira              | Ângela                                                                     | Episódio: "Mesmo Que Seja Eu"                                         |
| 1998    | Você Decide               | Júlia                                                                      | Episódio: "Vida"                                                      |
| 1999    | Você Decide               | Maria                                                                      | Episódio: "A Filha de Maria"                                          |
| 2000    | Você Decide               | Júlia                                                                      | Episódio: "Oscar Matriz e Filial"                                     |
| 2000    | Brava Gente               | Clemência                                                                  | Episódio: "O Casamento Enganoso"                                      |
| 2001–02 | A Padroeira               | Maria Imaculada de Avelar (Imaculada)                                      |                                                                       |
| 2002    | Sítio do Picapau Amarelo  | Bruxa Morgana                                                              | Episódio: "A Convenção das Bruxas" Episódio: "Bruxa Mãe, Bruxa Filha" |
| 2003–04 | Chocolate com Pimenta     | Jezebel Canto e Mello                                                      |                                                                       |
| 2005–06 | Alma Gêmea                | Agnes Ávilla Blanco                                                        |                                                                       |
| 2007–08 | Sete Pecados              | Rebeca Ferraz                                                              |                                                                       |
| 2009–10 | Caras & Bocas             | Maria do Socorro Batista da Silva (Socorro)                                |                                                                       |
| 2011    | Morde & Assopra           | Minerva Alves Junqueira                                                    |                                                                       |
| 2013–14 | Amor à Vida               | Márcia do Espírito Santo Gentil                                            |                                                                       |
| 2014–15 | Alto Astral               | Cristina Romantini Pereira (Tina)                                          |                                                                       |
| 2016    | Êta Mundo Bom!            | Cunegundes Pereira Torres (Boca de Fogo)                                   |                                                                       |
| 2017–18 | Pega Pega                 | Arlete Almeida Mendes da Silva Guimarães                                   |                                                                       |
| 2018–19 | O Sétimo Guardião         | Mirtes Aranha                                                              |                                                                       |
| 2021–22 | Quanto Mais Vida, Melhor! | Nedda Marino                                                               |                                                                       |
| 2024    | Tributo                   | Ela mesma                                                                  | Episódio: "Ary Fontoura"                                              |
| 2025    | Tributo                   | Ela mesma                                                                  | Episódio: "Walcyr Carrasco"                                           |
| 2025    | Tributo                   | Ela mesma                                                                  | Episódio: "Francisco Cuoco"                                           |
| 2025–26 | Êta Mundo Melhor!         | Cunegundes Pereira Torres (Boca de Fogo)                                   |                                                                       |
| 2026    | Dona Beja                 | Madame Constance                                                           | Participação Especial                                                 |

### Cinema
| Ano  | Título                         | Personagem | Notas          |
| ---- | ------------------------------ | ---------- | -------------- |
| 1982 | Pra Frente Brasil              | Mariana    |                |
| 1997 | Julgamento no Mundo Espiritual | Marília    | Curta-metragem |
| 2025 | Mauricio de Sousa - O Filme    | Vó Dita    |                |

## Teatro
| Ano     | Peça                                                            | Papel          |
| ------- | --------------------------------------------------------------- | -------------- |
| 1974    | Tribobó City                                                    |                |
| 1975    | Pigmaleoa                                                       | Ismênia        |
| 1978    | No Sex... Please!                                               |                |
| 1981    | Barreado                                                        |                |
| 1987    | A Nossa Voz                                                     |                |
| 1987–90 | Lua Nua                                                         | Sílvia         |
| 1991–93 | Ações Ordinárias                                                |                |
| 1993–95 | Mimi, Uma Adorável Doidivanas                                   | Mimi           |
| 1995    | Mimi, A Odalisca Infiel                                         | Mimi           |
| 1996–03 | É...                                                            | Vera           |
| 2004–11 | Frizileia – Uma Esposa à Beira de um Ataque de Nervos           | Frizileia      |
| 2012–17 | A.M.A.D.A.S – Associação das Mulheres que Acordaram Despencadas | Regina Antônia |

## Prêmios e indicações
| Ano  | Prêmio                          | Categoria                                              | Trabalho                    | Resultado | Ref.                |
| ---- | ------------------------------- | ------------------------------------------------------ | --------------------------- | --------- | ------------------- |
| 1975 | Troféu APCA                     | Melhor Revelação                                       | Gabriela                    | Venceu    | [ 47 ]              |
| 1976 | Troféu Imprensa                 | Personalidade Feminina                                 | Gabriela                    | Venceu    | [carece de fontes?] |
| 1976 | Troféu Imprensa                 | Mulher Mais Bonita da TV                               | Gabriela                    | Indicado  | [carece de fontes?] |
| 2001 | Prêmio Qualidade Brasil         | Televisão: Melhor Atriz Coadjuvante de Telenovela - RJ | A Padroeira                 | Indicada  | [ 48 ]              |
| 2001 | Prêmio Qualidade Brasil         | Televisão: Melhor Atriz Coadjuvante de Telenovela - SP | A Padroeira                 | Indicada  | [ 49 ]              |
| 2002 | Prêmio Contigo! de TV           | Melhor Atriz Coadjuvante                               | A Padroeira                 | Indicado  |                     |
| 2003 | Prêmio Qualidade Brasil         | Melhor Atriz                                           | Chocolate com Pimenta       | Indicado  |                     |
| 2004 | Prêmio Contigo! de TV           | Melhor Atriz Coadjuvante                               | Chocolate com Pimenta       | Indicado  |                     |
| 2011 | Prêmio Quem de Televisão        | Melhor Atriz Coadjuvante                               | Morde & Assopra             | Indicado  | [ 50 ]              |
| 2013 | Prêmio Extra de Televisão       | Melhor Atriz Coadjuvante                               | Amor à Vida                 | Venceu    | [ 51 ]              |
| 2013 | Troféu APCA                     | Melhor Atriz                                           | Amor à Vida                 | Venceu    | [ 52 ]              |
| 2013 | Prêmio Quem de Televisão        | Melhor Atriz Coadjuvante                               | Amor à Vida                 | Venceu    | [ 53 ]              |
| 2013 | Melhores do Ano                 | Melhor Atriz Coadjuvante                               | Amor à Vida                 | Venceu    | [ 54 ]              |
| 2013 | TV Press                        | Melhor Atriz                                           | Amor à Vida                 | Venceu    | [ 55 ]              |
| 2014 | Troféu Imprensa                 | Melhor Atriz                                           | Amor à Vida                 | Indicado  | [ 56 ]              |
| 2014 | Troféu Internet                 | Melhor Atriz                                           | Amor à Vida                 | Indicado  | [ 56 ]              |
| 2014 | Prêmio Contigo! de TV           | Melhor Atriz Coadjuvante                               | Amor à Vida                 | Venceu    | [ 57 ]              |
| 2014 | Prêmio Sindusfarma de Qualidade | "Bulas"                                                | "Gráfica e Editora Brogotá" | Venceu    | [ 58 ]              |
| 2015 | Prêmio Contigo! de TV           | Melhor Atriz Coadjuvante                               | Alto Astral                 | Indicado  | [ 59 ]              |
| 2016 | Prêmio Qualidade Brasil         | Melhor Atriz de Comédia                                | A.M.A.D.A.S                 | Indicado  | [ 60 ]              |
| 2016 | Troféu UOL TV e Famosos         | Melhor Atriz                                           | Êta Mundo Bom!              | Indicada  | [ 61 ]              |

## Homenagens
Em 2007 deu nome ao troféu do festival Nacional de Teatro de Juiz de Fora - MG.
Em 2017 a atriz foi homenageada pelo governo do estado do Amazonas por meio da Secretaria Estadual de Cultura com  uma placa grafada com seu nome no hall do Teatro Amazonas em comemoração aos 120 anos de fundação.
A atriz foi homenageada em Colombo – PR com o Teatro Municipal que recebe seu nome Teatro Municipal Elizabeth Savala. O anúncio de seu nome dado ao Teatro foi oficialmente anunciado em 2018. Homenagem esta concedida pela prefeitura municipal de Colombo.